# Tyggårdsgatan
Tyggårdsgatan är en gata inom stadsdelen Nordstaden i Göteborg. Den är cirka 120 meter lång, och sträcker sig från Postgatan till Norra Hamngatan.
Gatan fick sitt namn i januari 1796 efter "Tyggården" (Kronhuset) som uppfördes vid början av gatan, 1643-1654. Ett äldre namn på gatan är Nygatan (1739), som anlades efter branden 10 maj 1669. Göteborgshistorikern Eric Cederbourg skriver om gatan att den "aldrasidst warit upbygd, för de der befintelige Berg, förmedelst hwilkas afrödiande de haft största beswär att få jemn och bebygd, som är den kortaste gatan i hela Staden".